# 化學捕捉
化學捕捉（chemical trap）是化學中用來偵測其他分子的化合物，以下的情形才會用到化學捕捉：
- 待測分子的濃度很低，低於檢測極限（英语：detection limit）
- 分子很容易參與反應（例如環丁二烯），因此無法用光譜學的方式偵測或是分離。
- 分子是對映異構中的外消旋混合物。

配合化學捕捉反應後的產物，可以
- 量化待測分子的量
- 證實待測分子存在

## 化學捕捉的應用

### 偵測环丁二烯
化學捕捉可以用在偵測三羰基环丁二烯合铁氧化時所釋放的环丁二烯。此分解是在有炔烃的情形下進行，环丁二烯會變成雙環己二烯。此化學捕捉的條件是氧化劑（硝酸銨鈰）和捕捉劑彼此相容。

### 二磷
二磷的結構很類似氮氣，長久以來就是化學家的分析目標。其短暂存在是透過有捕捉劑時在特定鈮複合物下的受控分析所推斷出來的。在此化學捕捉中，使用了Diels-Alder策略：

### 硅宾
硅宾是類似卡賓的化學物質，也是經典但難以捉摸的化學物質。有人推論二甲基二氯硅烷的脫氯反應會產生二甲基硅宾： 
SiCl2(CH3)2 +  2 K →  Si(CH3)2  +  2 KCl
此推論透過存在三甲基硅烷下的脫氯反應證實了，化學捕捉的產物是五甲基矽賓：
Si(CH3)2  +  HSi(CH3)3  → (CH3)2Si(H)-Si(CH3)3
此捕捉劑不會和二甲基二氯硅烷反應，也不會和鉀金屬反應。